# Muzeum Narodowe we Wrocławiu
Muzeum Narodowe we Wrocławiu (MNWr) – jedno z głównych muzeów Wrocławia i Dolnego Śląska. Zbiory muzeum obejmują przede wszystkim malarstwo i rzeźbę, ze szczególnym uwzględnieniem sztuki całego Śląska. Składa się z gmachu głównego i trzech oddziałów.

## Historia

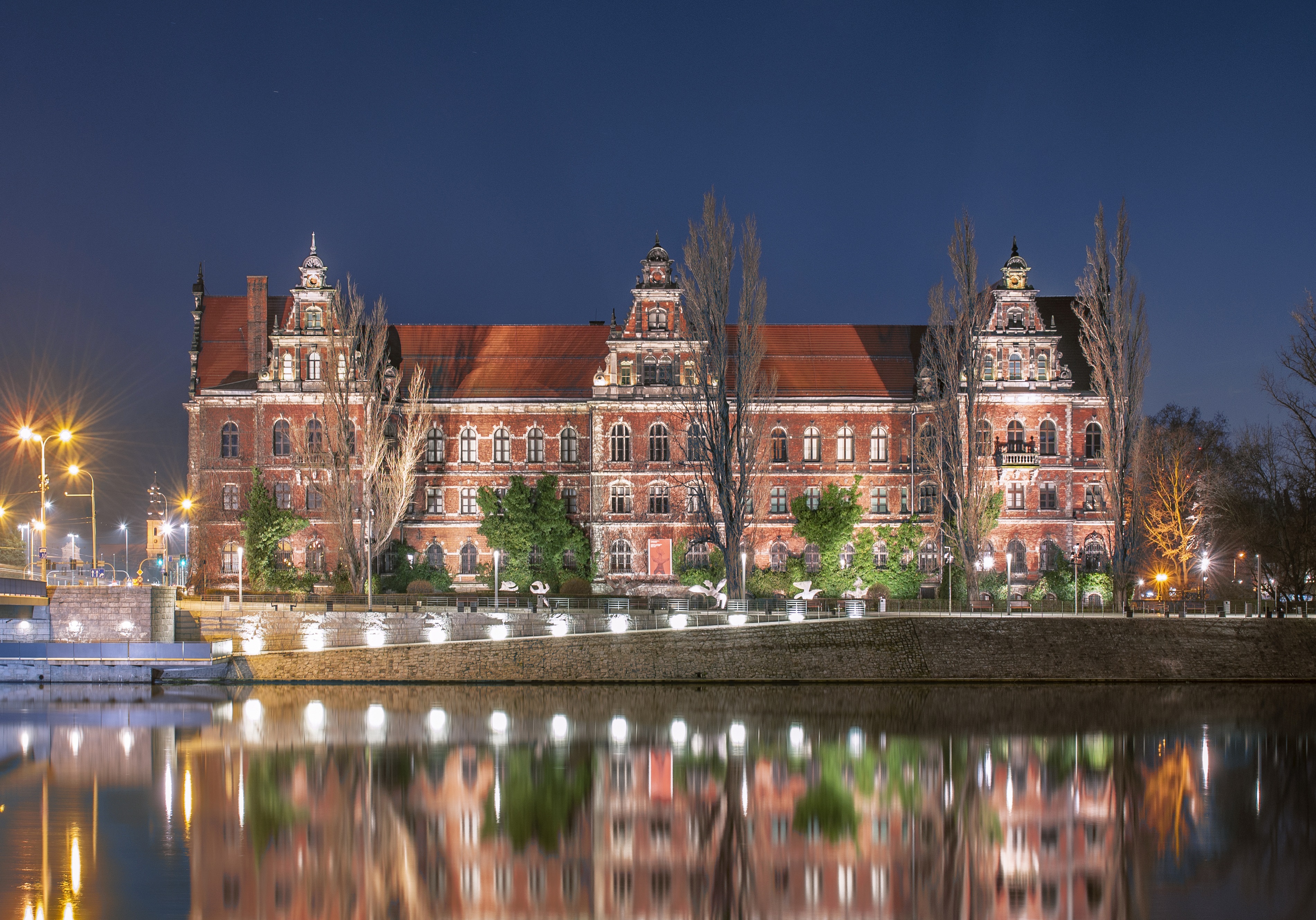
Muzeum od strony Odry

### Do zakończenia II wojny światowej
Poprzednikami Muzeum Narodowego we Wrocławiu w XIX wieku i do 1945 było utworzone w 1815 r. Królewskie Muzeum Sztuki i Starożytności (Königliches Museum für Kunst und Altertümer), powstałe w 1880 Śląskie Muzeum Sztuk Pięknych (Schlesisches Museum der Bildenden Künste) oraz utworzone w 1899 Śląskie Muzeum Rzemiosła Artystycznego i Starożytności (Schlesisches Museum für Kunstgewerbe und Altertümer). Podczas II wojny światowej część zbiorów wywieziono z Wrocławia i zabezpieczono, duża ich część podczas wojny uległa zniszczeniu lub rozproszeniu względnie uległa grabieży po wojnie przez wojska radzieckie i szabrowników.

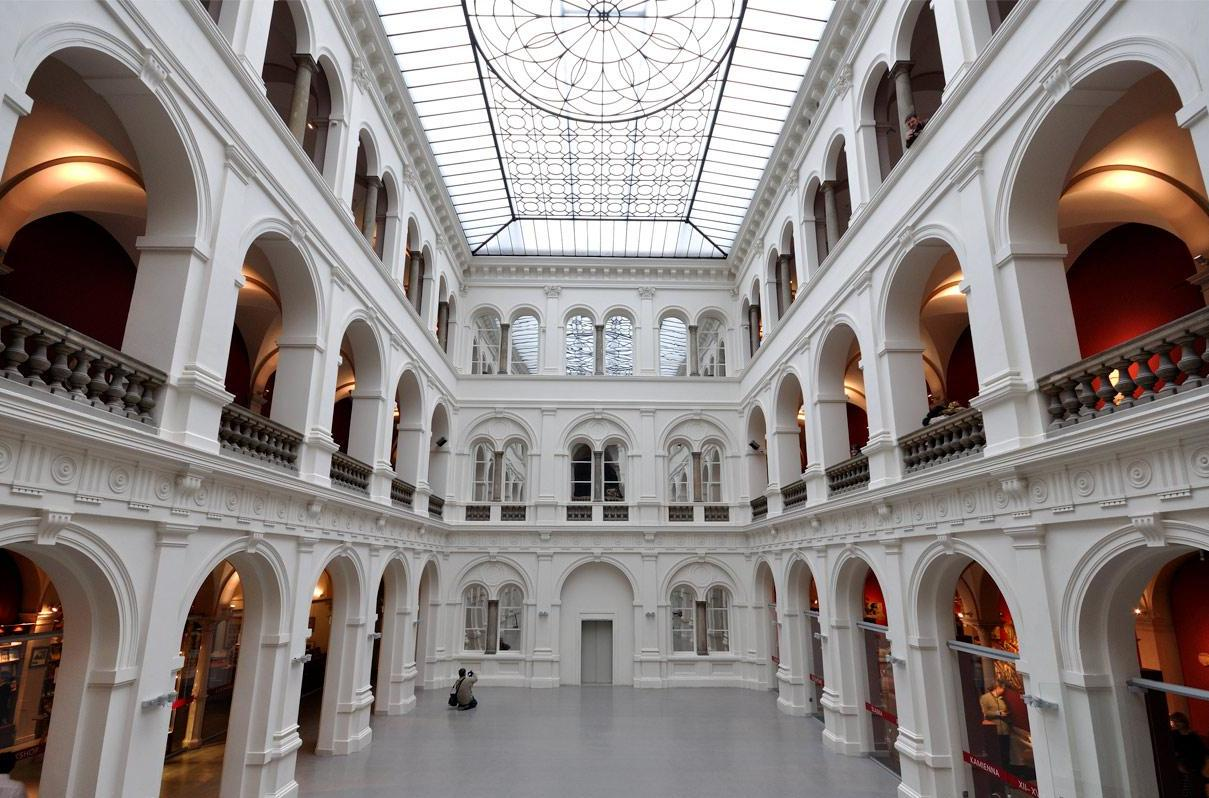
Wnętrze muzeum

### Po II wojnie światowej
Po II wojnie światowej, kiedy Wrocław znalazł się w granicach Polski, podjęto decyzję o utworzeniu nowego muzeum, polskiego w charakterze, które powołano 1 stycznia 1947. Wobec zniszczenia lub poważnego uszkodzenia budynków dawnych muzeów siedzibą Muzeum stał się budynek przy obecnym pl. Powstańców Warszawy. Muzeum otwarto dla publiczności 11 lipca 1948. Instytucja ta kilkakrotnie zmieniała nazwę. Zapoczątkowała swą działalność jako Muzeum Państwowe, w 1950 zmieniono nazwę na Muzeum Śląskie (co określało profil jego działania), a w 1970 r. zostało podniesione do rangi Muzeum Narodowego.
Od roku 1983 do końca 2013 roku Muzeum Narodowym kierował Mariusz Hermansdorfer, a od początku 2014 – Piotr Oszczanowski. 6 sierpnia 2024 Ministerstwo Kultury i Dziedzictwa Narodowego jako organizator muzeum ogłosiło zamiar rozpisania konkursu na stanowisko jego dyrektora.

## Dyrektorzy
- dr Jerzy Güttler jako dyrektor Muzeum Śląskiego we Wrocławiu (1947–1952)[1]
- dr hab. Zbigniew Hornung jako dyrektor Muzeum Śląskiego we Wrocławiu (1952–1953)[1]
- mgr Józef Gębczak jako dyrektor Muzeum Śląskiego we Wrocławiu (1953–1959)[1]
- dr hab. Zbigniew Hornung jako dyrektor Muzeum Śląskiego we Wrocławiu (1959–1962)[1]
- dr Maria Starzewska jako dyrektor Muzeum Śląskiego we Wrocławiu (1963–1969)[1]
- dr Leszek Itman (1970–1983)[1]
- mgr Mariusz Hermansdorfer (1983–2013)[1]
- dr Piotr Oszczanowski (od 2014)[1]

## Budynek

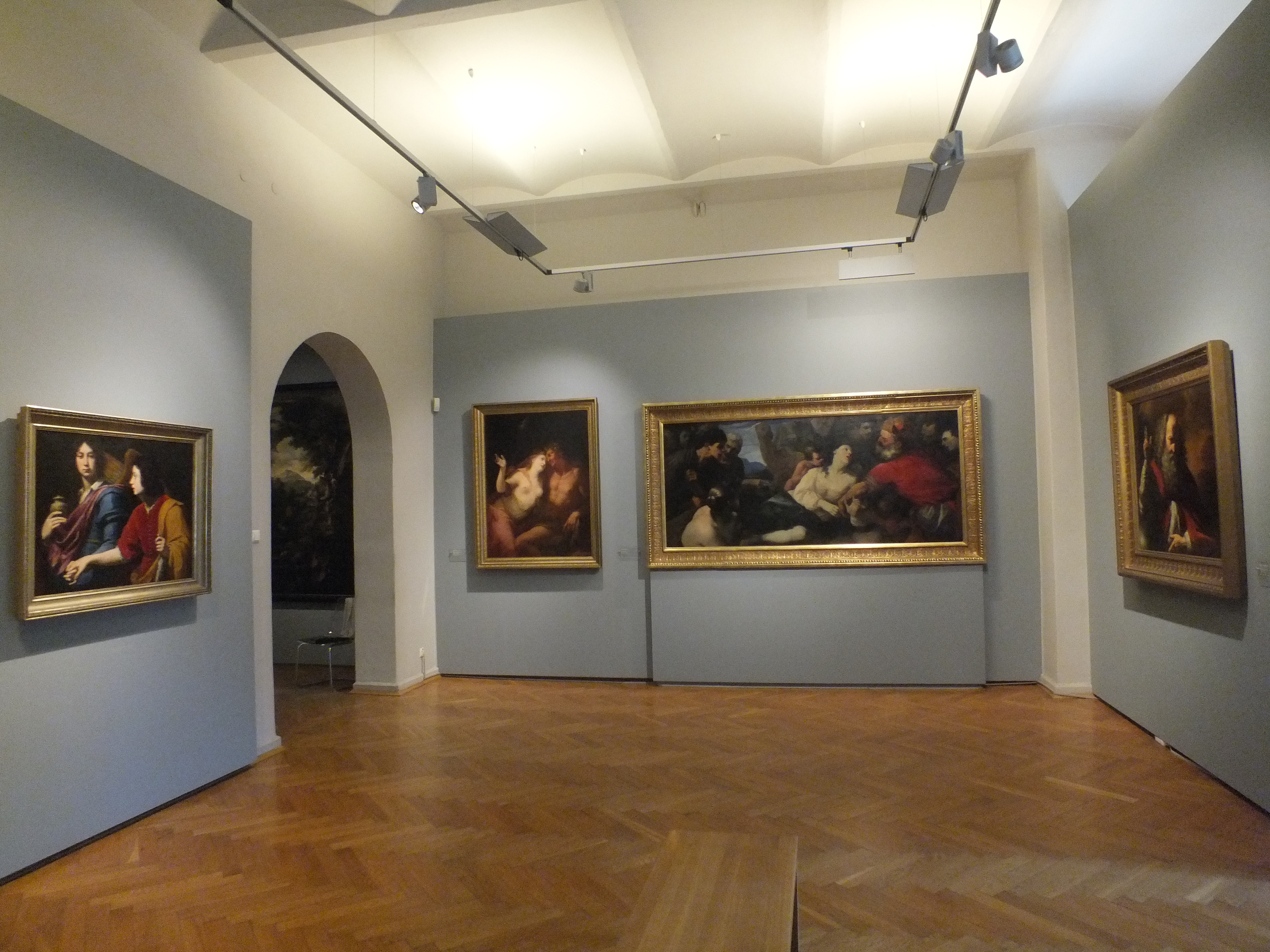
Jedna z sali Muzeum Narodowego we Wrocławiu

Obecny gmach muzeum powstał w latach 1883–1886 w stylu późnego neorenesansu, według projektu Karla Friedricha Endella, jako siedziba Zarządu Prowincji Śląskiej. Budynek ucierpiał częściowo w trakcie II wojny światowej. Po jej zakończeniu został poddany odbudowie, a później przystosowaniu do celów muzealnych w latach 1946–1947. Od tego czasu mieści się w nim siedziba Muzeum Narodowego.

### Otoczenie budynku

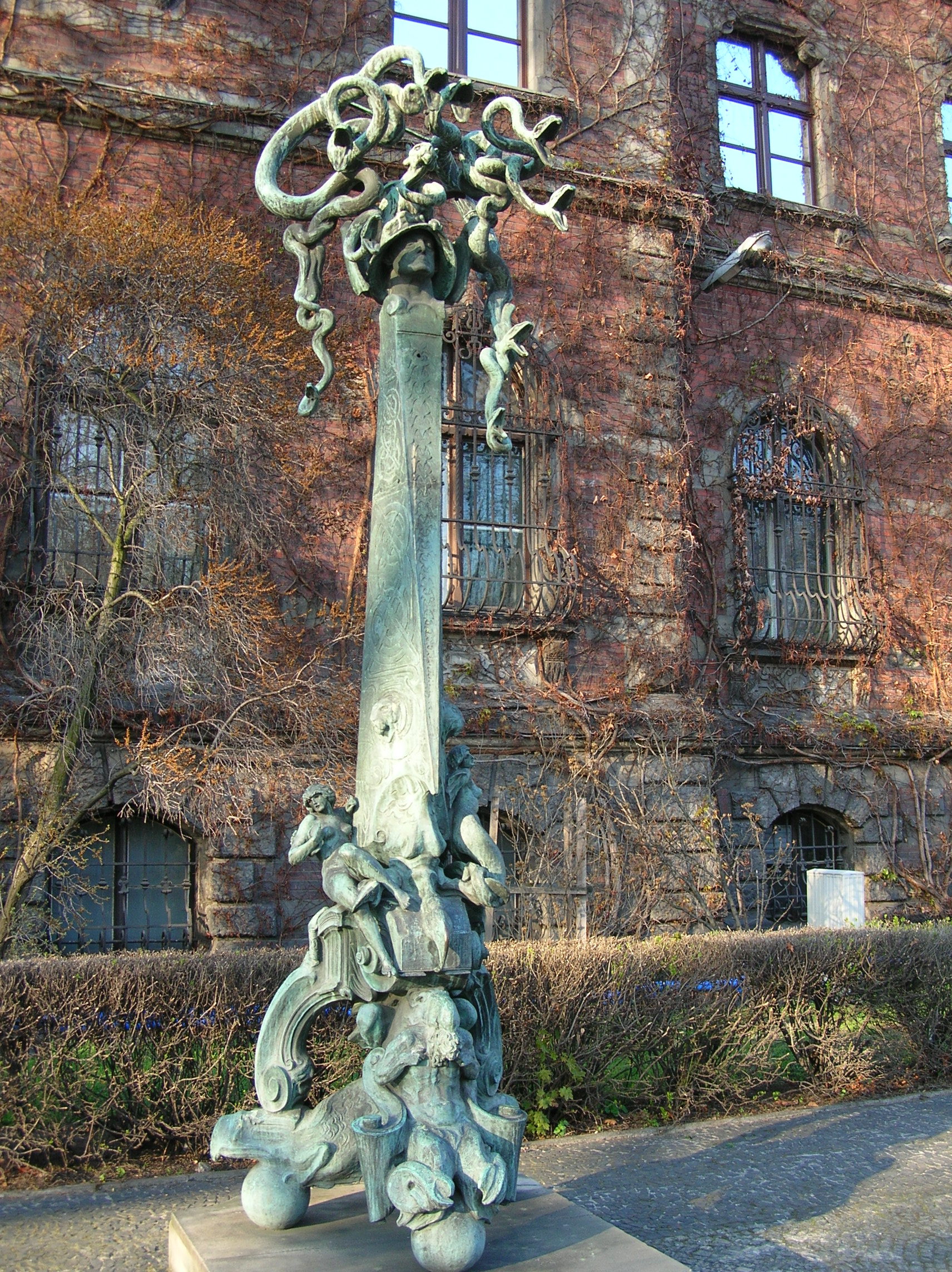
Rzeźba Alegoria rybołówstwa Christiana Behrensa z 1883 przed Muzeum Narodowym

Obiekt znajduje się tuż nad brzegiem Odry przy bulwarze Xawerego Dunikowskiego i pl. Powstańców Warszawy. W jego otoczeniu znajduje się wiele rzeźb. Przy wejściu głównym do gmachu ustawiono brązowe posągi przedstawiające dwóch wielkich artystów renesansu Albrechta Dürera i Michała Anioła dłuta Augusta Hertla. Przy południowo-zachodnim narożniku budynku stoi rzeźba Alegoria rybołówstwa Christiana Behrensa. Od strony rzeki znajduje się ponadto grupa rzeźb Rycerze króla Artura Magdaleny Abakanowicz.

## Zbiory
Zbiory Muzeum Narodowego we Wrocławiu liczą obecnie ponad 200 000 obiektów reprezentujących wszystkie dziedziny sztuki. Trzon kolekcji tworzą artefakty głównie z obszaru Wrocławia i Dolnego Śląska, a znaczna część z nich pochodzi ze zbiorów dawnych muzeów niemieckich. Znajdują się tu także dzieła sztuki przekazane w 1946 roku z lwowskich galerii sztuki przez ówczesne władze ZSRR. Dzięki regularnie prowadzonym zakupom dzieł malarstwa, grafiki, rzeźby i rzemiosła artystycznego wciąż się ona powiększa, dzięki temu wrocławskie zbiory należą do najliczniejszych i najbardziej różnorodnych w kraju.
Obecnie ekspozycja w gmachu głównym jest podzielona na sześć galerii stałych. Do 2018 istniała zamiast galerii „Cudo-twórcy” wystawa dzieł sztuki współczesnej, która jednak w większości jest prezentowana w oddziale Pawilonie Czterech Kopuł.

### Śląska rzeźba kamienna XII–XVI w.

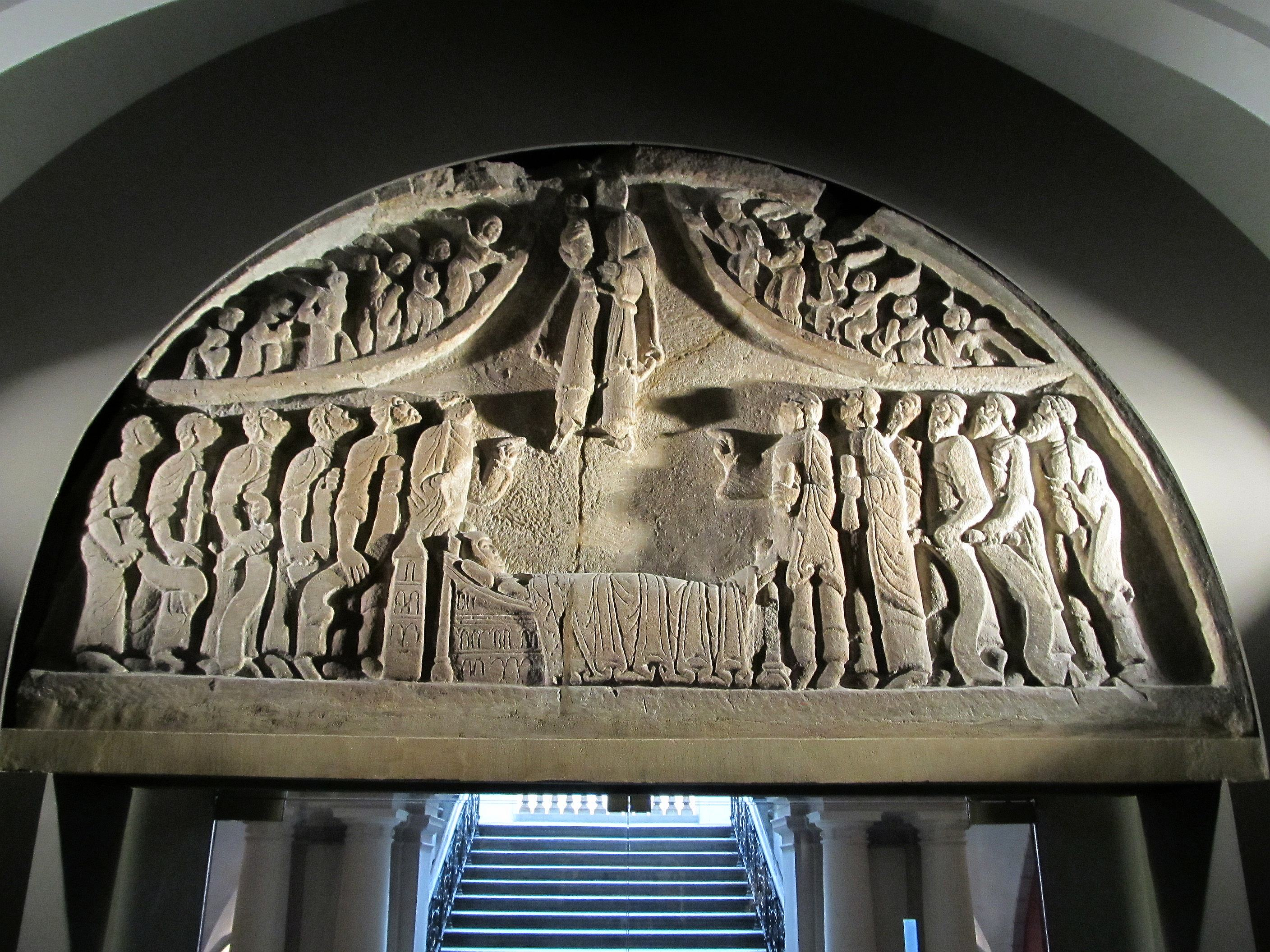
Tympanon z Ołbina, XII wiek

Składa się na kilkanaście rzeźb kamiennych i ich fragmentów, dlatego galeria ta nazywana jest zwyczajowo lapidarium. Na ekspozycji podziwiać można przykłady romańskiej i gotyckiej rzeźby architektonicznej i nagrobkowej. Wśród zabytków romańskich wyróżnia się XII-wieczny tympanon z Ołbina pochodzący z portalu kościoła pw. NMP i św. Wincentego.
Obok niego prezentowane są nagrobki śląskich książąt z rodu Piastów. Najcenniejszym obiektem jest ustawiony centralnie nagrobek księcia Henryka IV Probusa. Jest to jeden z najpiękniejszych gotyckich nagrobków książęcych w tej części Europy. W 1946 roku sarkofag został odnaleziony we wsi Wierzbna koło Świdnicy, gdzie w obawie przed zniszczeniem ukryto go w czasie II wojny światowej.
Ponadto prezentowane są także rzeźby kamienne, a wśród nich Pietà pochodząca z kościoła Najświętszej Marii Panny na Piasku. Rzeźba powstała około 1400 roku, prawdopodobnie w warsztacie wrocławskiego mistrza, i przedstawia siedzącą Marię trzymającą na kolanach martwe ciało Chrystusa.
Na wystawie prezentowanej można zobaczyć również sześć XV-wiecznych witraży, wśród których na uwagę zasługują dwa przedstawiające scenę zwiastowania. Jeden z nich ukazuje archanioła Gabriela, a drugi Marię, na którą zstępuje gołębica symbolizująca Ducha Świętego. Witraże wyróżnia je intensywna kolorystyka, w której dominują barwy ciemnego fioletu, czerwieni i błękitu.

### Sztuka śląska XIV–XVI w.

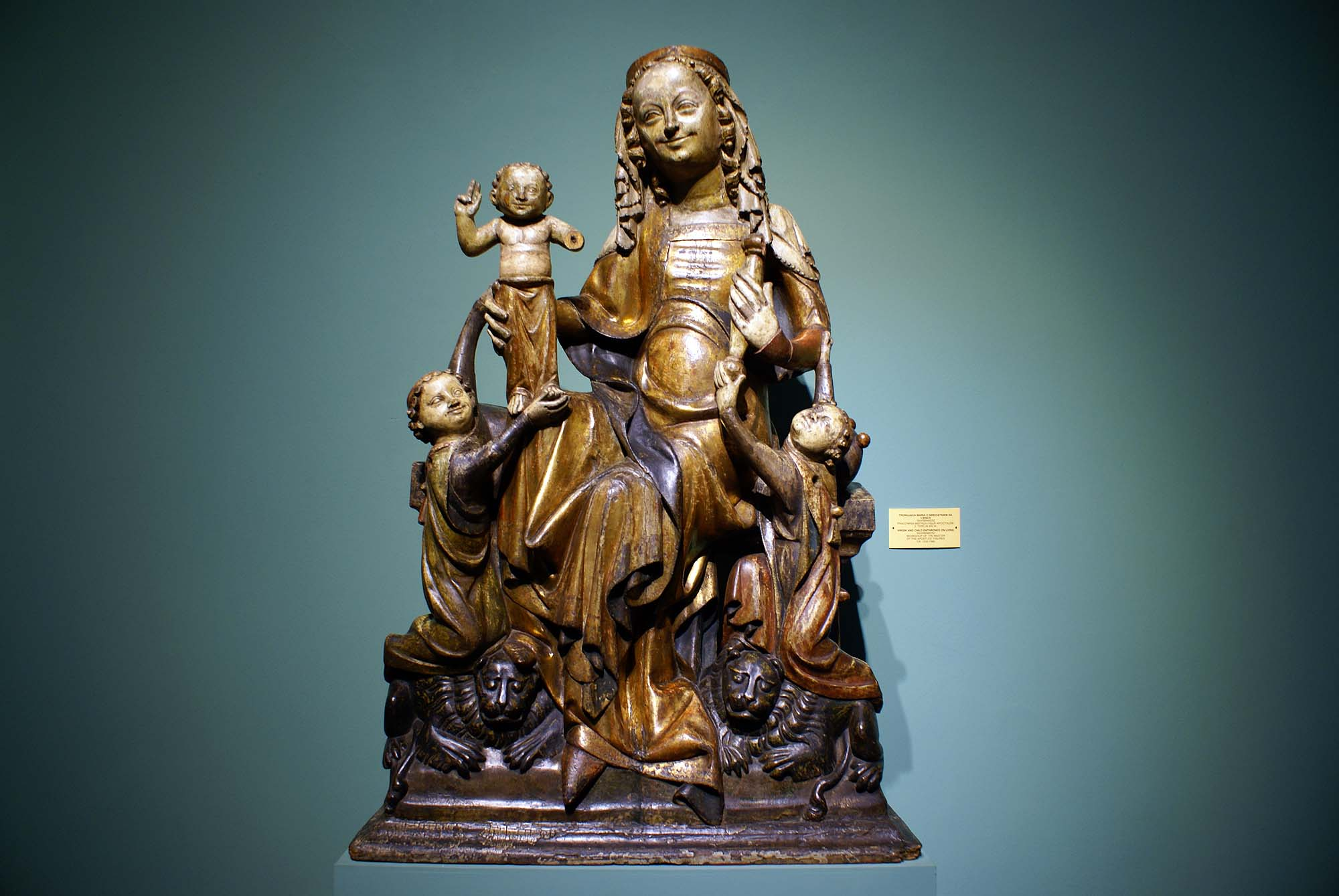
Madonna na Lwie z Kowalowa, XIV wiek

Najcenniejsza część kolekcji Muzeum, zawiera przede wszystkim wysokiej klasy obiekty gotyckiej sztuki sakralnej przeniesione tu ze śląskich kościołów, np. rzeźby w stylu Madonn na Lwach i Pięknych Madonn. Prezentowany jest również bogaty wybór gotyckiego malarstwa tablicowego oraz rzeźby drewnianej. Na korytarzach natomiast znajdują są przykłady gotyckiego rzemiosła artystycznego z interesującymi kolekcjami zamków i kluczy, monet oraz pieczęci.

### Sztuka śląska XVII–XIX w.
Na galerię składają się zespoły malowanych XVI- i XVII-wiecznych epitafiów renesansowych, manierystycznych i barokowych, rzeźby sakralnej oraz obrazy najwybitniejszego malarza śląskiego baroku Michaela Leopolda Willmanna. Na korytarzach eksponowane jest dawne rzemiosło artystyczne (broń, wyroby złotnicze, kamionka śląska, fajans, porcelana szkło i gobeliny). W kolejnych salach galerii podziwiać można także malarstwo śląskie pierwszej połowy XIX w.

### Sztuka polska XVII–XIX w.

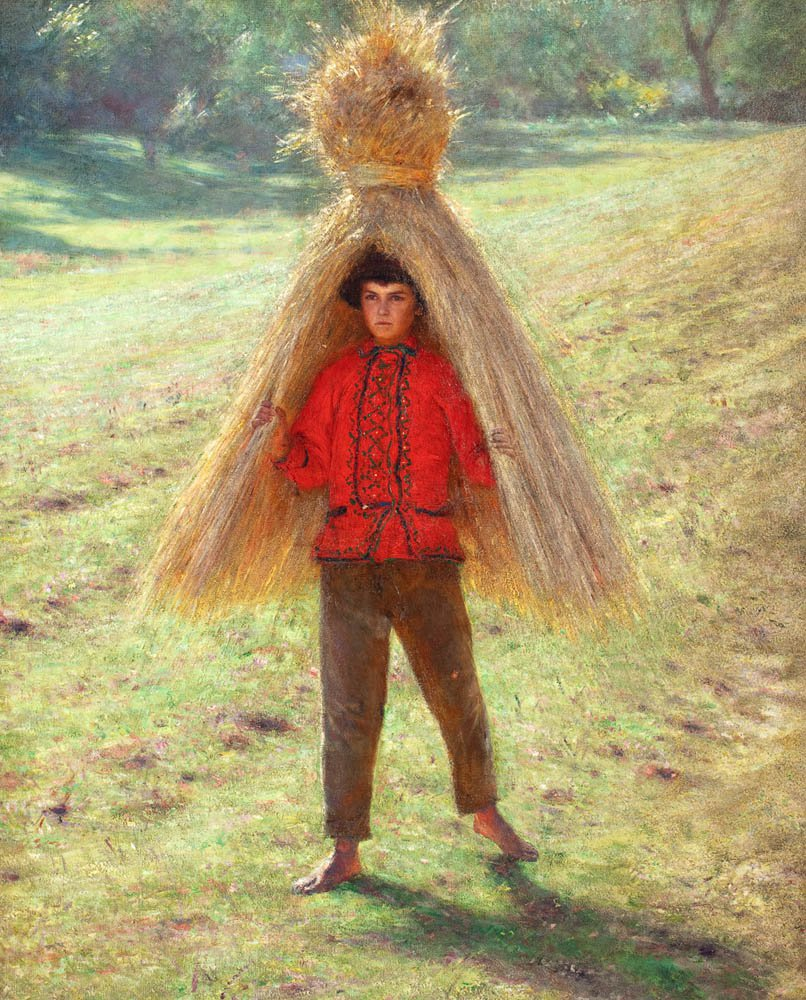
Aleksander Gierymski – Chłopiec niosący snop (1893)

Prezentuje przede wszystkim dzieła malarstwa, rzeźby oraz w mniejszym wyborze rzemiosło artystyczne od XVII do początków XX w. Są to prace polskich artystów oraz twórców zagranicznych działających na terenie dawnej Rzeczypospolitej. Główny trzon kolekcji pochodzi ze zbiorów muzealnych Lwowa (Galerii Miejskiej we Lwowie, Muzeum Narodowego im. Króla Jana III, Muzeum Lubomirskich) i Kijowa, przekazanych Wrocławiowi w 1946 r. Dominuje malarstwo, w tym dzieła Marcello Bacciarellego, Bernardo Bellotta, Anny Bilińskiej-Bohdanowiczowej, Józefa Brandta, Józefa Chełmońskiego, Wojciecha Gersona, Aleksandra Gierymskiego, Artura Grottgera, Jacka Malczewskiego, Jana Matejki, Piotra Michałowskiego.

### Sztuka europejska XV–XX w.

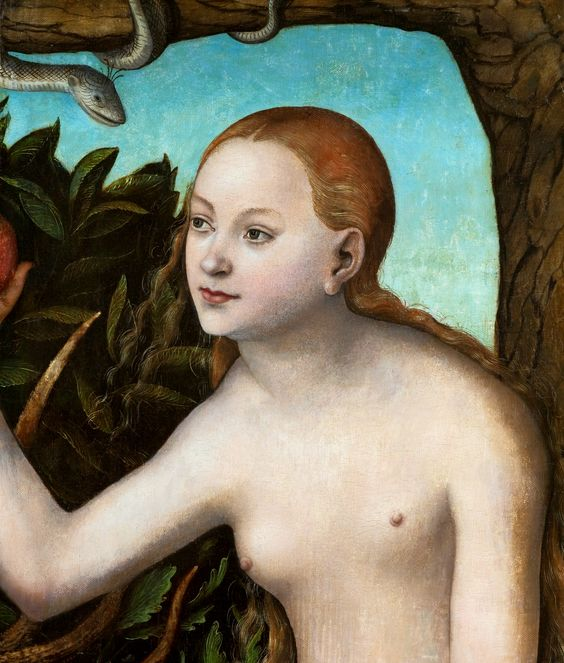
Lucas Cranach starszy Ewa

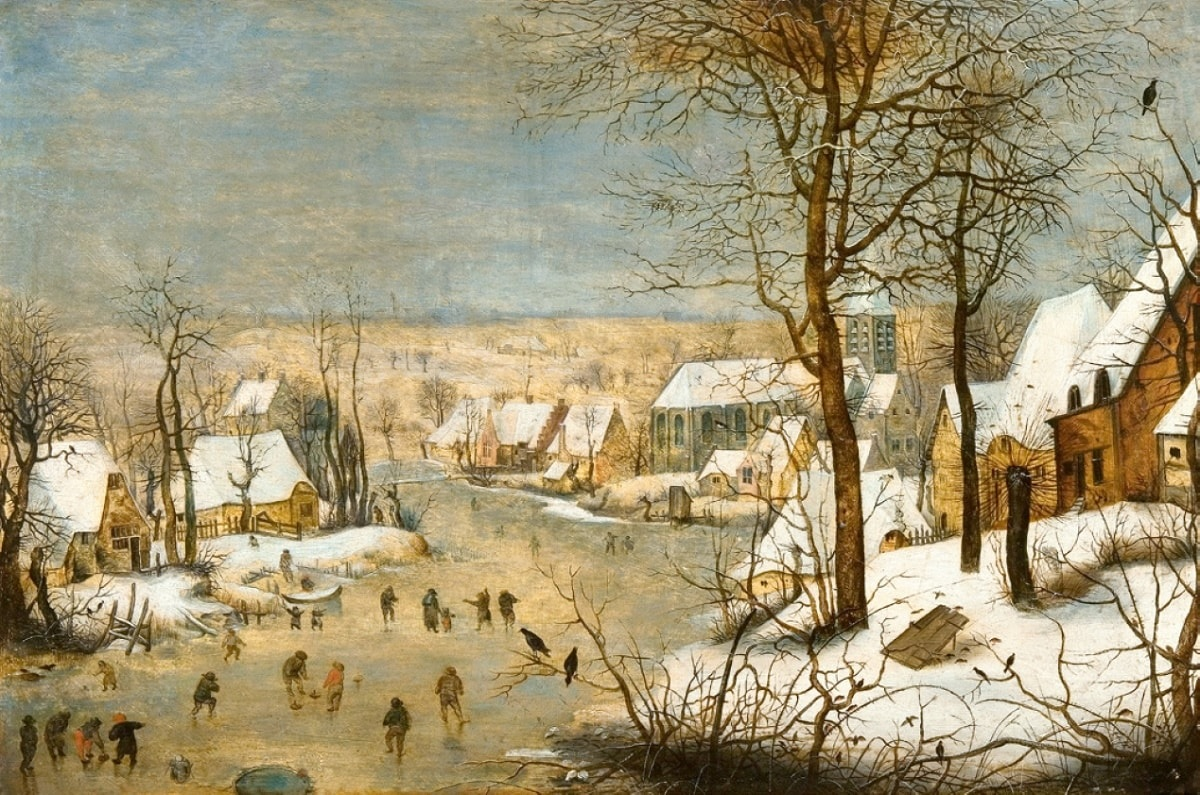
Pieter Brueghel mł. – Pejzaż zimowy z łyżwiarzami i pułapką na ptaki

Wystawiono tu ponad 200 obrazów powstałych od renesansu po 1. poł. XX w. Pokaz rozpoczyna zestawienie dwóch renesansów – włoskiego i północnoeuropejskiego, następnie prezentowane są prace twórców złotego wieku malarstwa niderlandzkiego, włoskiego baroku oraz przykłady najważniejszych kierunków stylowych od klasycyzmu, poprzez romantyzm, realizm, po impresjonizm symbolizm.
Pokazywane są prace takich artystów jak:
- Erhard Altdorfer (Przypowieść o Łazarzu i sceny z Historii Hioba)
- David Bailly (Portret księcia Janusza Radziwiłła)
- Jan van Bijlert (U kuplerki)
- Albert Bouts (Hieronim pokutujący)
- Jan Gerritsz. van Bronckhorst (Święto winobrania – alegoria Jesieni)
- Agnolo Bronzino (Madonna z Dzieciątkiem i św. Janem)
- Pieter Brueghel mł. (Zimowy pejzaż z łyżwiarzami i pułapką na ptaki)
- Marcello Bacciarelli (Stefan Czarniecki w Bitwie pod Warką)
- Bernardo Bellotto Canaletto (Wjazd Jerzego Ossolińskiego do Rzymu w roku 1633)
- Jean Chardin (Portret chłopca)
- Marten van Cleve (Bójka chłopów z pielgrzymem)
- Lovis Corinth (Las podczas powodzi nad Jeziorem Starnberskim)
- Peter von Cornelius (Wirtshausszene)
- Lucas Cranach starszy (Ewa)
- Andries van Eertvelt (Sztorm na morzu)
- Tobias Fendt (Wizja Ezechiela)
- Frans Floris (Portret dziewczyny jako Diany)
- Frans Francken Młodszy (Krezus pokazujący swe skarby Solonowi)
- Dirck Hals (Towarzystwo przy kartach)
- Ambrosius Holbein (Święty Paweł)
- Jacob Jordaens (Święty Iwo wspomaga biednych)
- Wilhelm Kalteysen (Madonna w komnacie)
- Wassily Kandinsky (Wieczór)
- Joseph Anton Koch (Lodowiec Grindelwald w Alpach)
- Lucas van Leyden (Sceny z życia św. Marii Magdaleny)
- Lorenzo Lippi (Tobiasz i Archanioł Rafał)
- Carel de Moor (Portret dziecka z sikorką)
- Georg Pencz (Chrystus w koronie cierniowej)
- Antoine Pesne (Geometra)
- Leonardo di Francesco di Lazzaro Malatesta Leonardo da Pistoia (Madonna z Dzieciątkiem i szczygłem)
- Cosimo Rosselli (Adoracja Dzieciątka)
- Giovanni Santi, (Opłakiwanie Chrystusa)
- Bartholomeus Spranger (Chrzest Chrystusa w Jordanie)
- David Teniers mł., (Pokłon Trzech Króli)
- Hans Thoma (Diana pod drzewem)
- Ferdinand Georg Waldmüller (Adopcja)
- Adriaen van der Werff, (Złożenie Chrystusa do grobu)
- Élisabeth Vigée-Lebrun, Portret Anny Biron von Curland, księżnej kurlandzkiej
- Simon de Vos (Wiejski korowód)
- Francisco de Zurbarán (Chrystus przy kolumnie)

### Cudo-twórcy
Wystawa stała przygotowana w 70. rocznicę otwarcia Muzeum Narodowego we Wrocławiu. Prezentuje trzy kolekcje: sztuki Bliskiego i Dalekiego Wschodu, rzemiosła artystycznego i kultury materialnej oraz współczesnej ceramiki i szkła artystycznego. Wśród eksponatów znajdują się m.in. zbroja japońskiego samuraja, sukienka z jedwabiu oraz radio „szarotka”. 

## Wybrane dzieła ze zbiorów muzeum

### sztuka śląska i polska

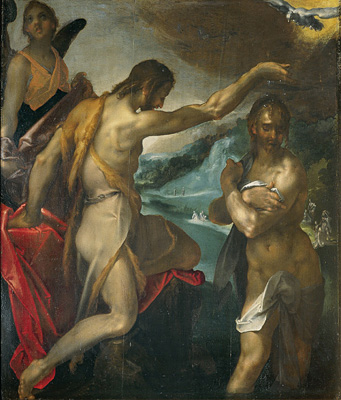
Bartholomeus Spranger – Chrzest Chrystusa (1603)
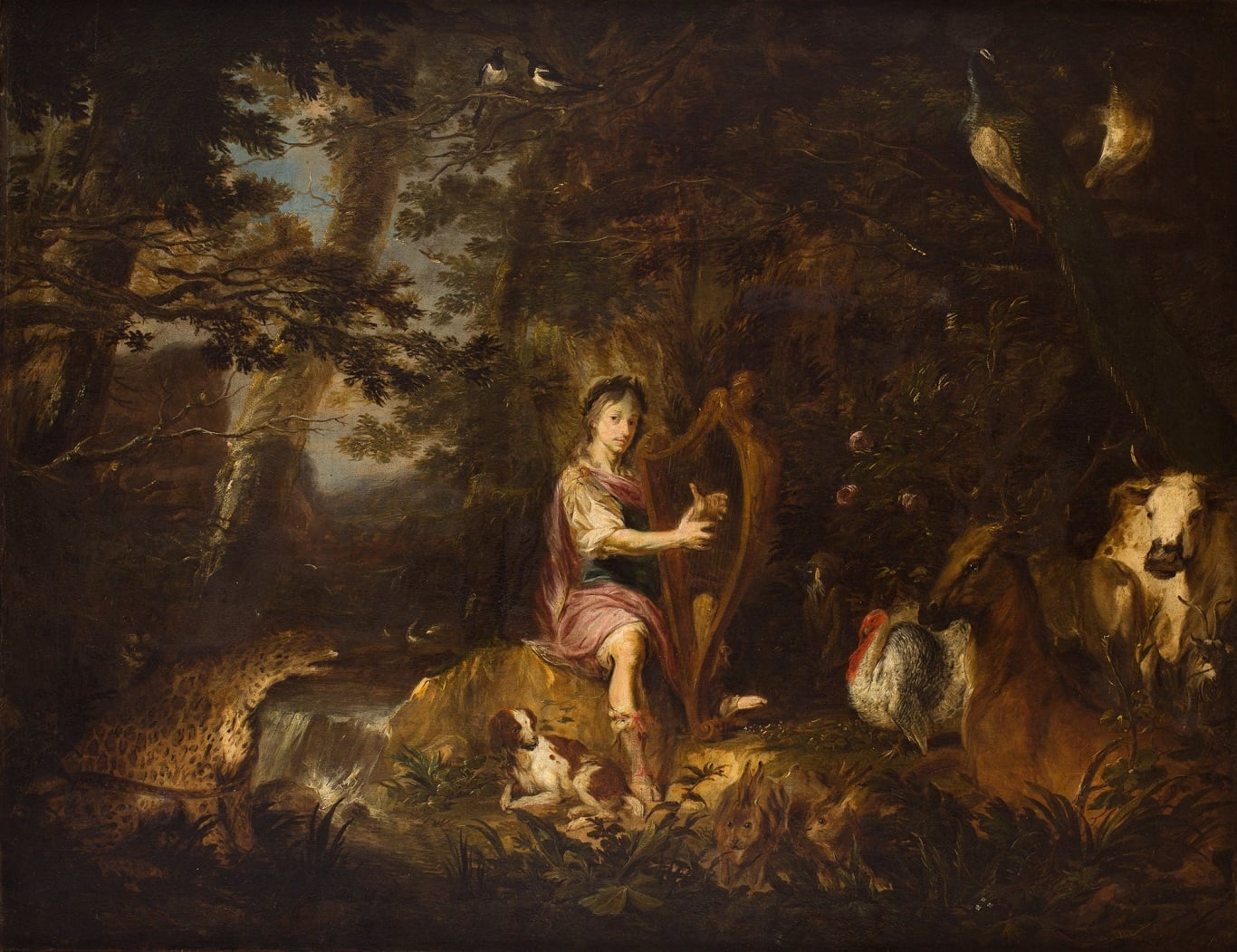
Michael Willmann – Orfeusz grający na harfie (1670)
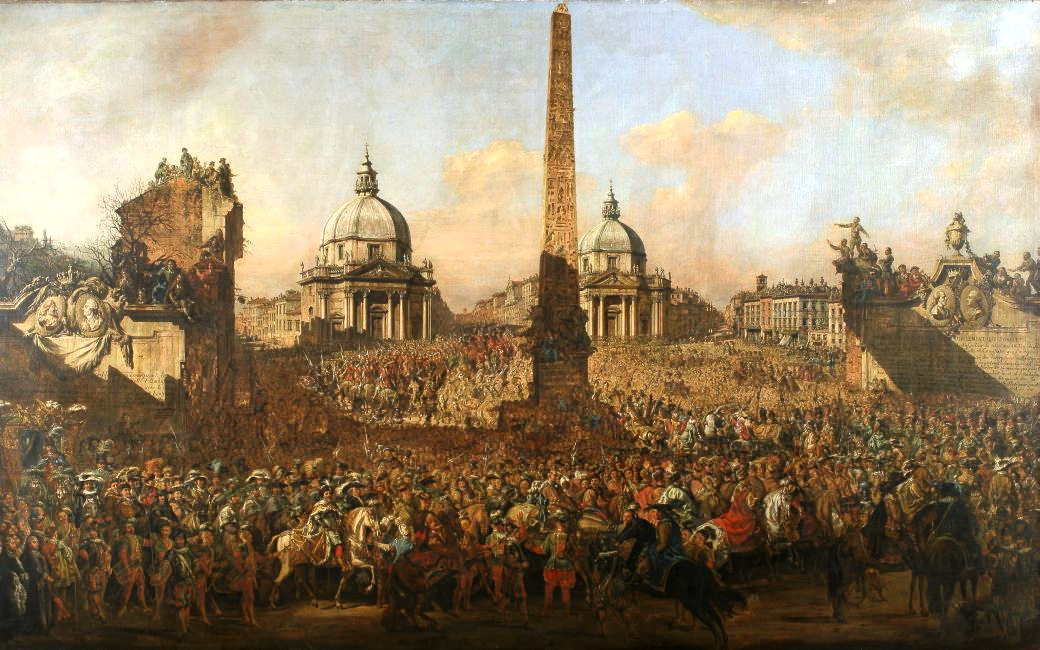
Bernardo Bellotto – Wjazd Jerzego Ossolińskiego do Rzymu w roku 1633 (1779)
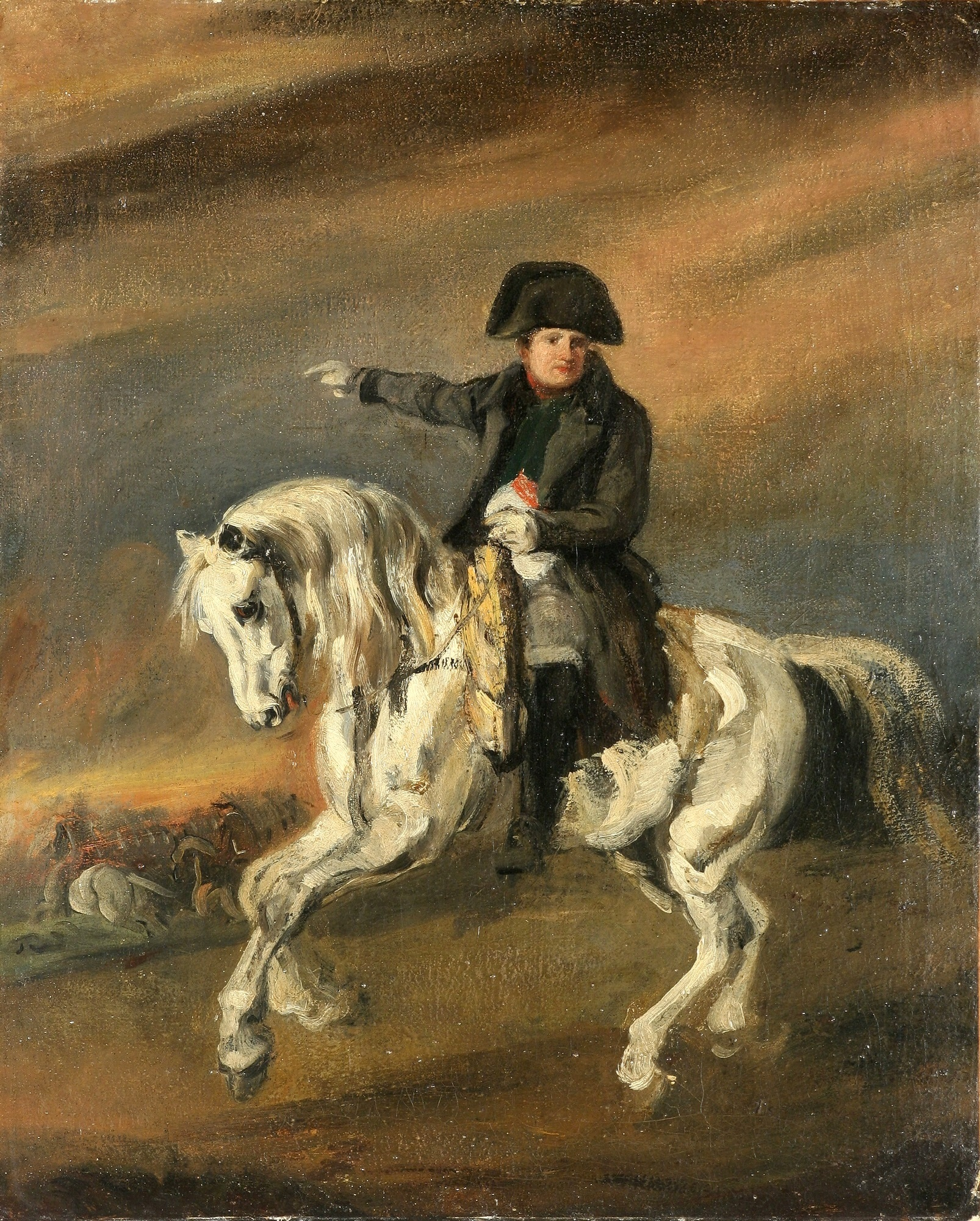
Piotr Michałowski – Napoleon konno wydający rozkazy (1835–1837)
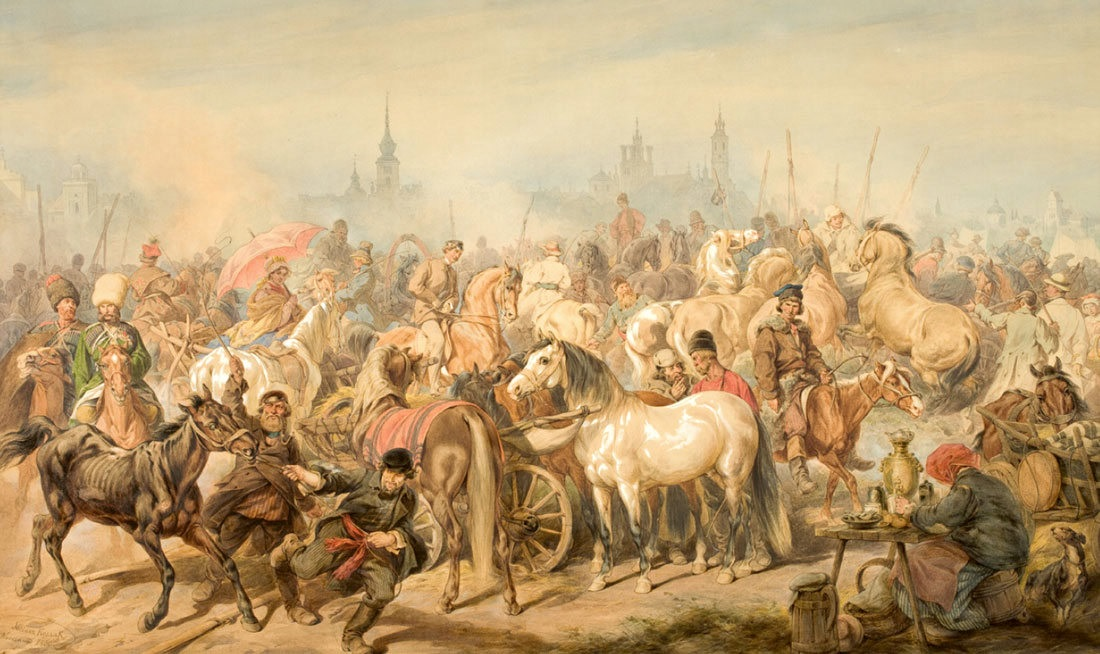
Juliusz Kossak – Targ koński na Pradze (1866)
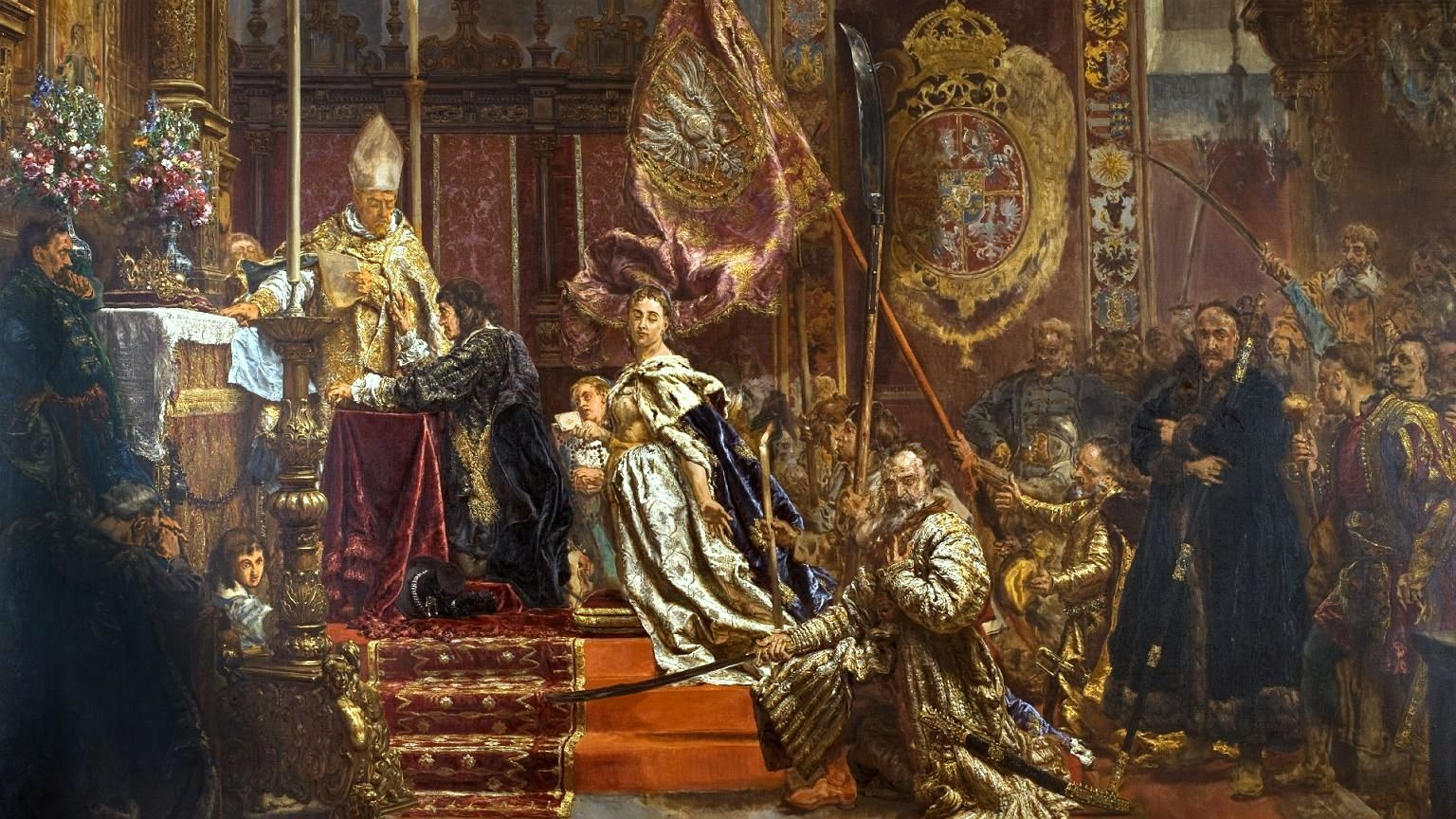
Jan Matejko – Śluby Jana Kazimierza (1893)
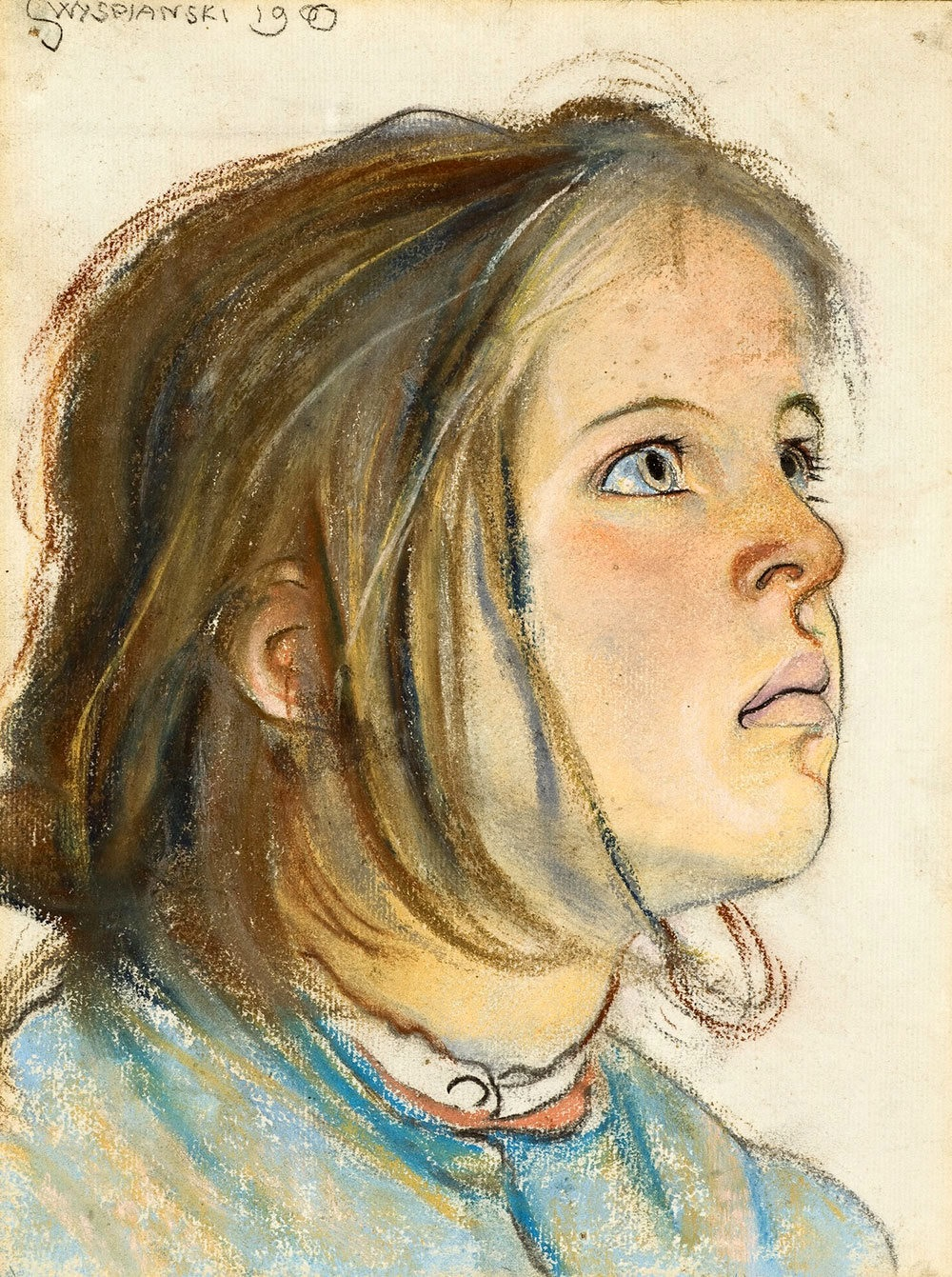
Stanisław Wyspiański –  Głowa Helenki (1900)
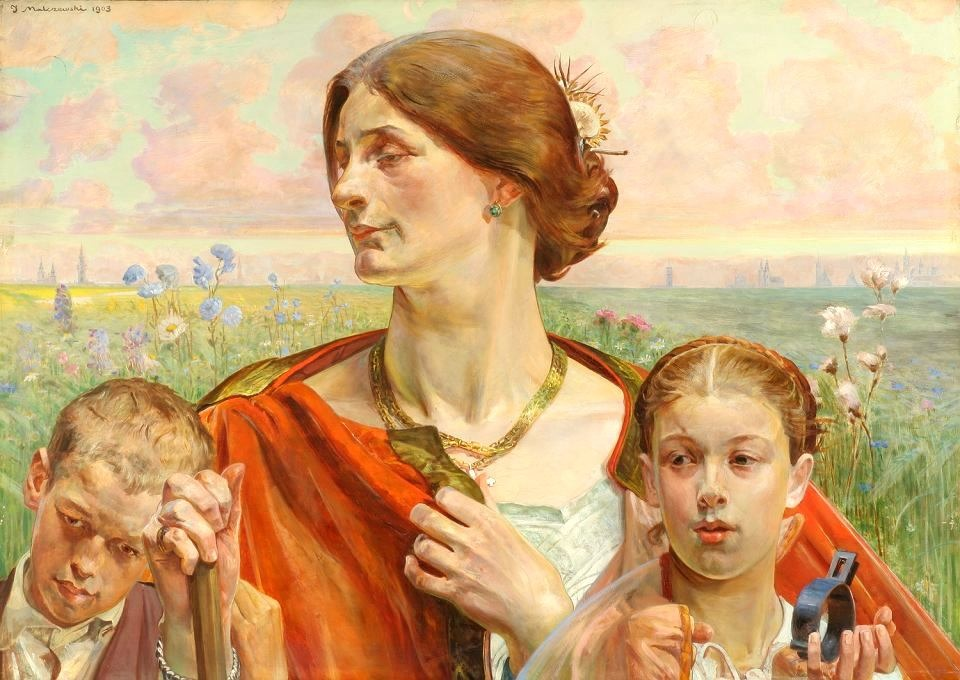
Jacek Malczewski – Ojczyzna (1903)

### sztuka europejska

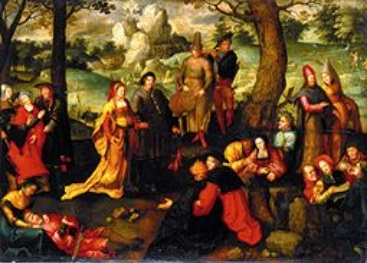
Lucas van Leyden – Sceny z życia św. Marii Magdaleny (ok. 1519)
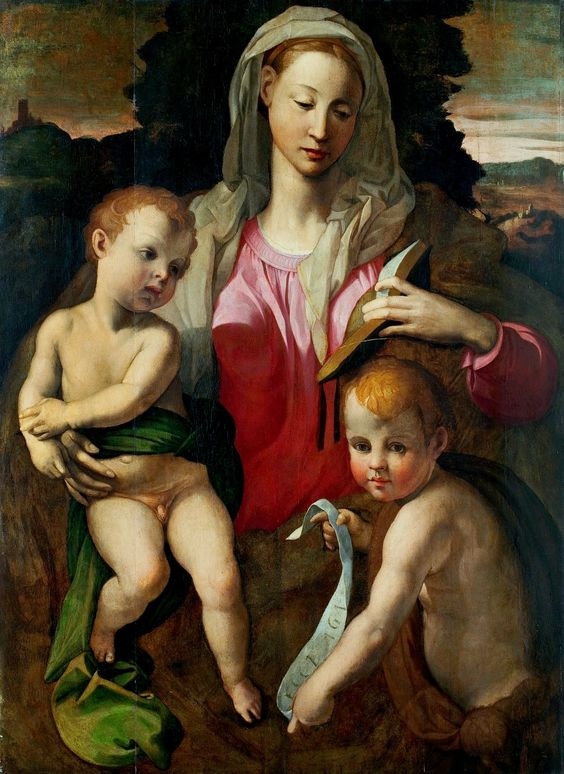
Agnolo Bronzino – Madonna z Dzieciątkiem i św. Janem (1529–1530)
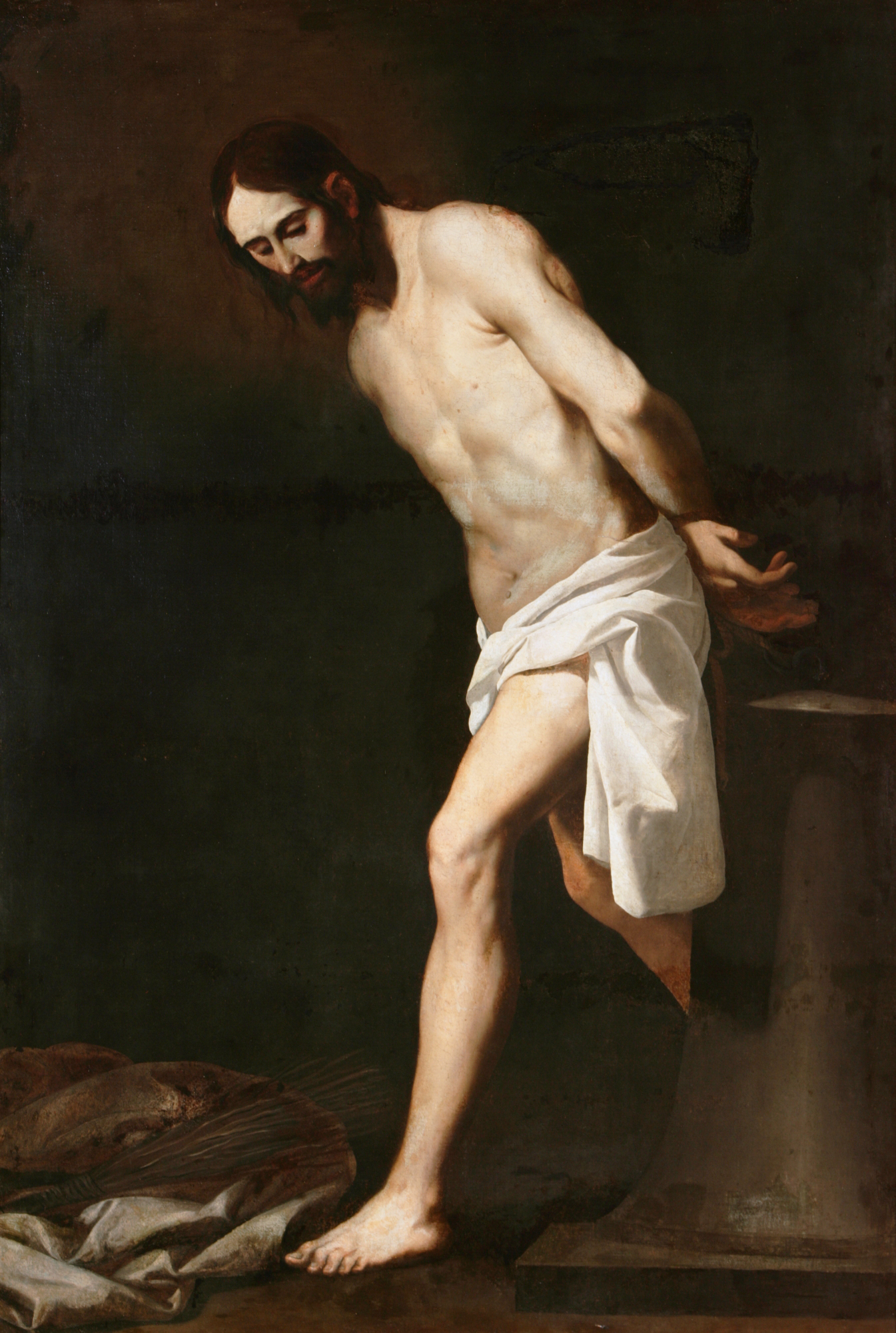
Francisco de Zurbarán – Chrystus przy kolumnie (1661)
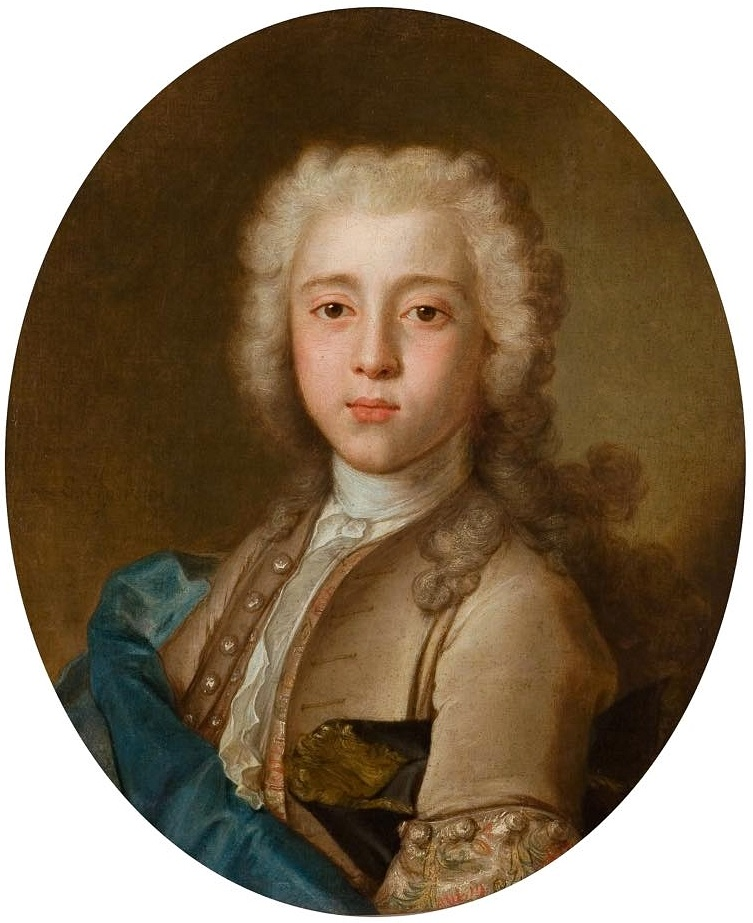
Jean Chardin – Portret chłopca (ok. 1735)
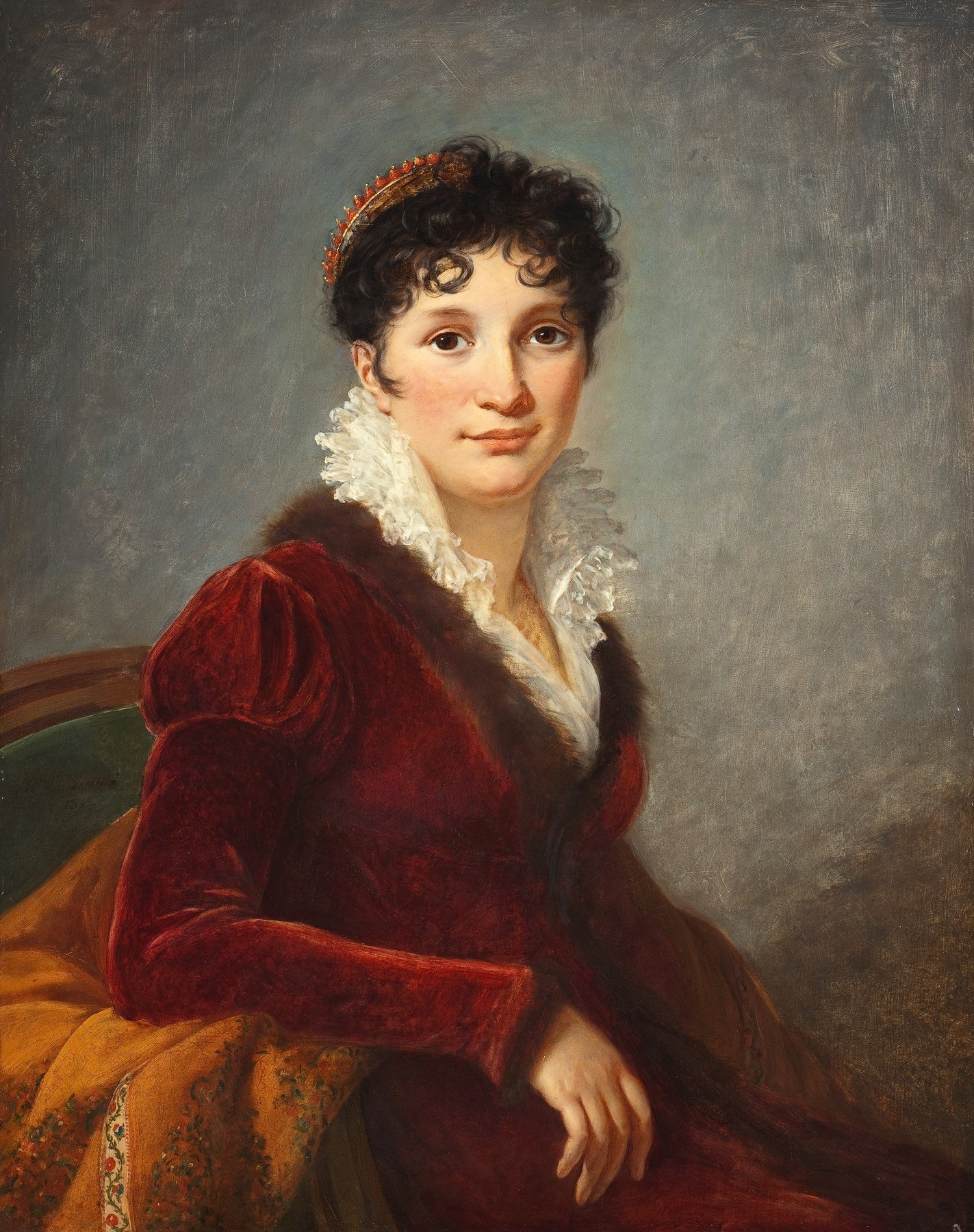
Élisabeth Vigée-Lebrun – Portret Anny Biron von Curland, księżnej kurlandzkiej (1810)
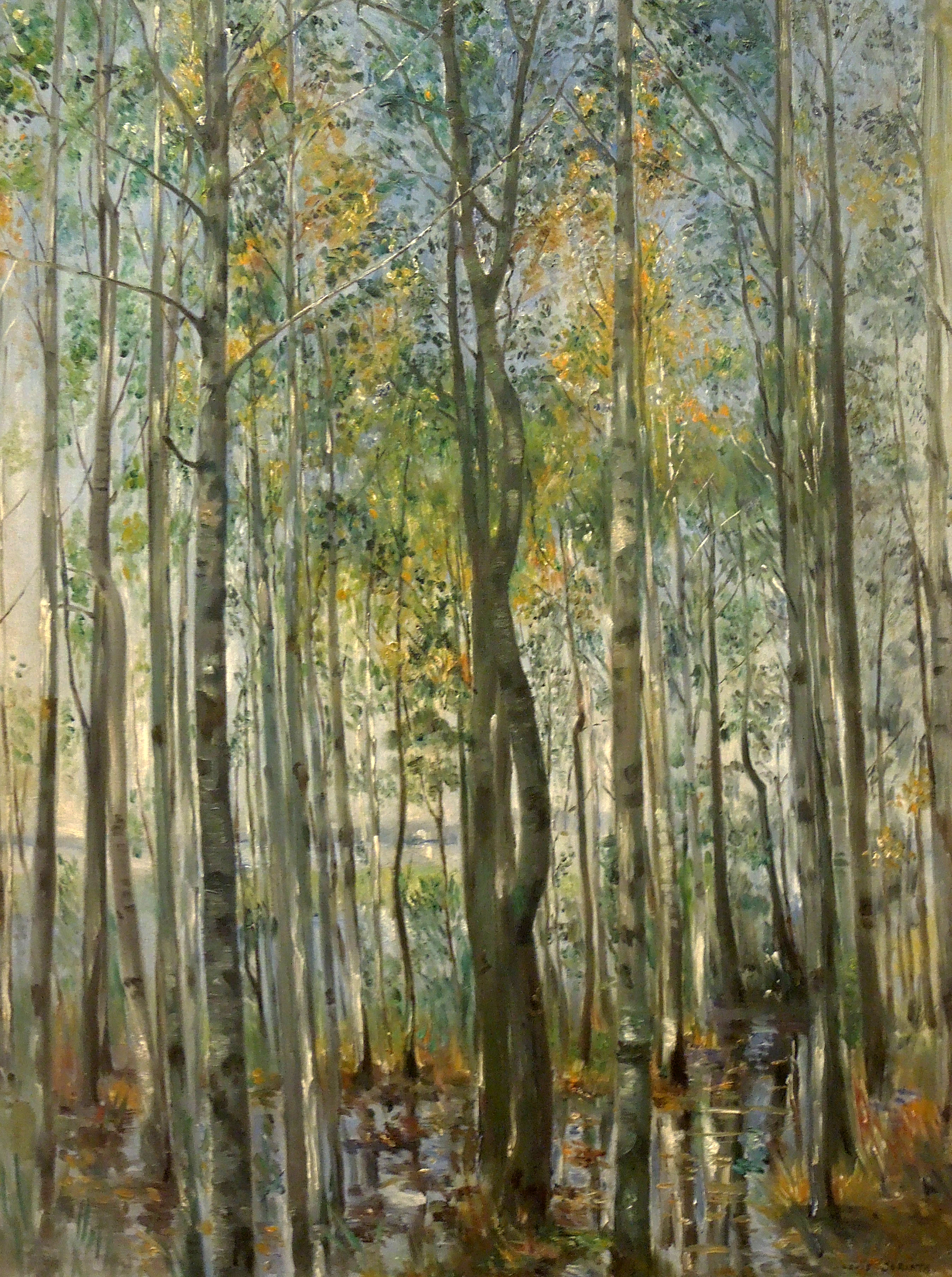
Lovis Corinth – Las podczas powodzi nad Jeziorem Starnberskim (1896)
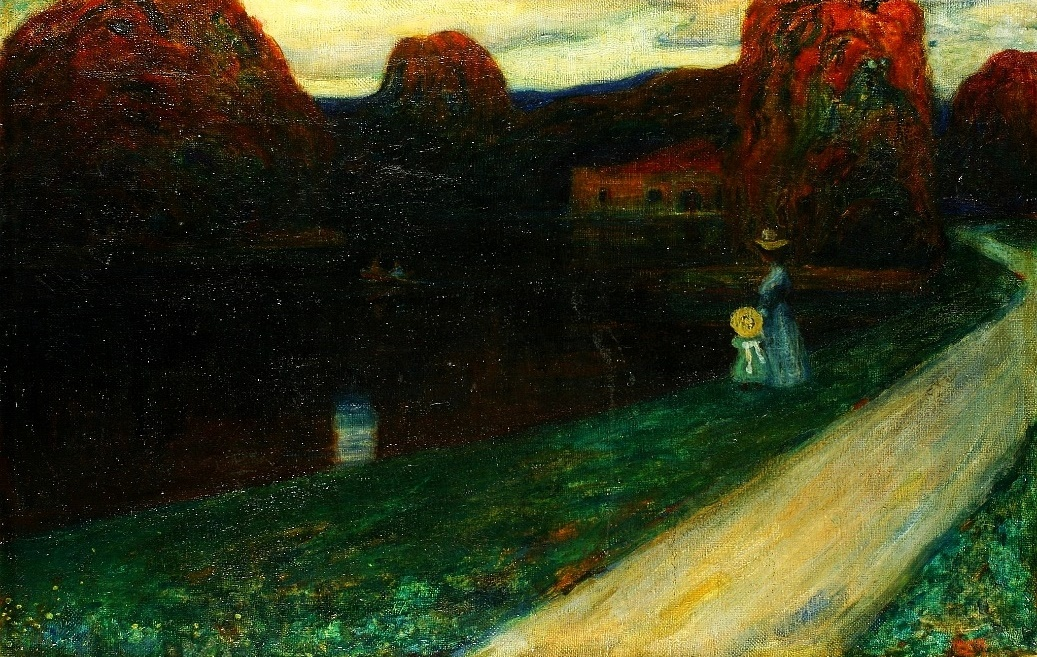
Wassily Kandinsky – Wieczór (ok. 1903)

## Oddziały

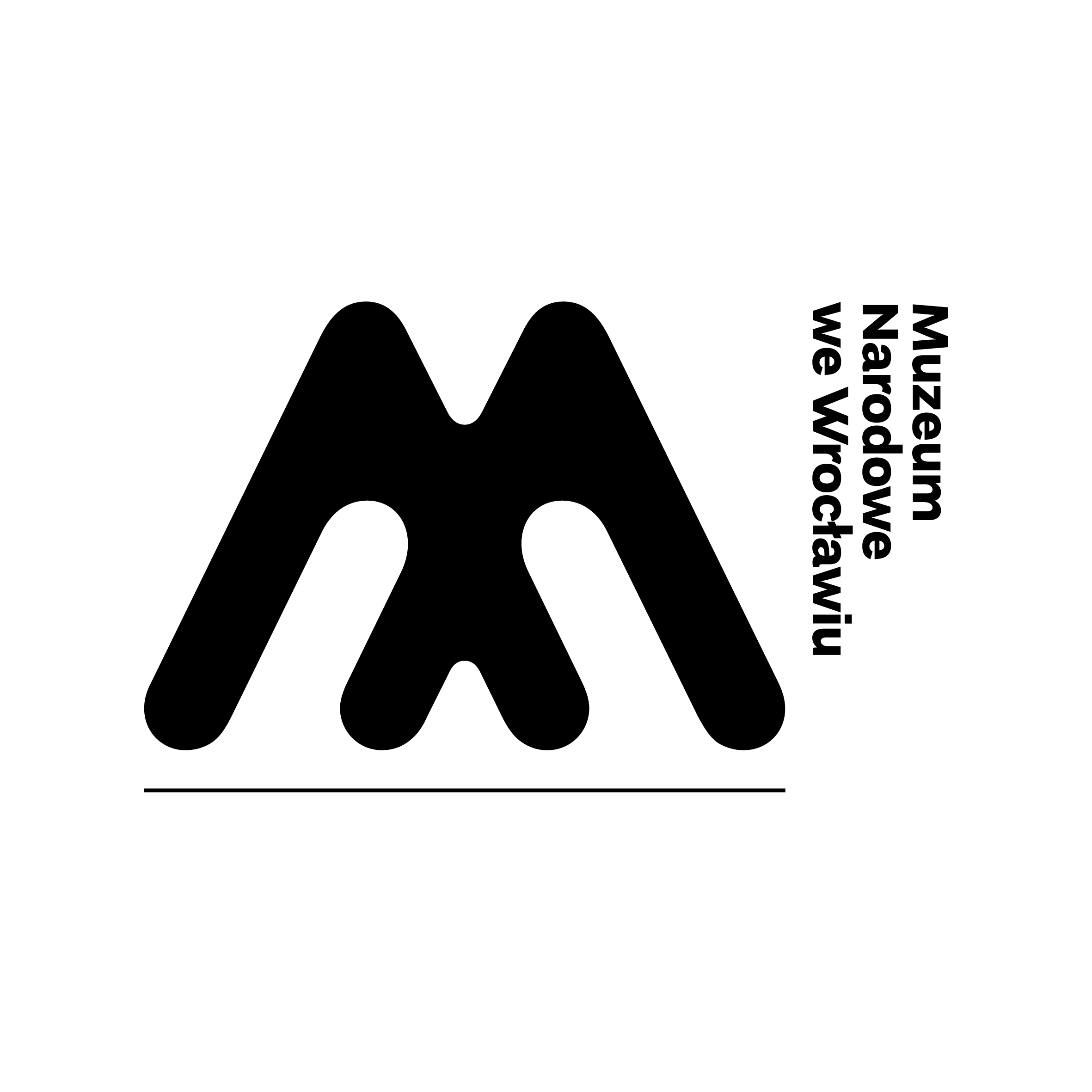
Logo MNWr

Poza budynkiem głównym Muzeum Narodowe we Wrocławiu ma też trzy oddziały. Są to:
- Muzeum Etnograficzne we Wrocławiu
- Panorama Racławicka
- Pawilon Czterech Kopuł